# Artibeus jamaicensis
Artibeus jamaicensis — вид родини листконосові (Phyllostomidae), ссавець ряду лиликоподібні (Vespertilioniformes, seu Chiroptera).

## Середовище проживання
Країни поширення: Ангілья, Антигуа і Барбуда, Аруба, Багами, Барбадос, Беліз, Колумбія, Куба, Домініка, Домініканська Республіка, Еквадор, Сальвадор, Гренада, Гваделупа, Гватемала, Гаїті, Гондурас, Ямайка, Мартиніка, Мексика, Монтсеррат, Нідерландські Антильські острови, Нікарагуа, Панама, Пуерто-Рико, Сент-Кітс і Невіс, Сент-Люсія, Сент-Вінсент і Гренадини, Тринідад і Тобаго, Британські Віргінські острови. Населяє вічнозелені ліси, тропічні ліси, сухі ліси і сезонні непосушливі середовища, модифіковані людиною до 2300 метрів над рівнем моря.

## Морфологічні й генетичні особливості
Довжина голови й тіла від 70 до 85 мм, довжина передпліччя між мм, 55 і 67, довжина стопи між 16 і 19 мм, довжина вух від 20 до 24 мм і вага до 51 гр.
Шерсть коротка, гладка, і поширюється на ноги. Забарвлення спини від попелясто-сірого до коричневого, з білою основою волосків, черево світліше, кінчики волосся білі. Писок короткий і широкий. Лист носа добре розвинений, ланцетний. Є дві світлі смуги на кожній стороні обличчя. Вуха широкі, трикутні, відокремлені. Мембрани крил широкі і темно-сірі. Не має хвоста.
Каріотип: 2n=30—31, FNa=56.

## Життя
Їдять пилок, нектар, фрукти і комах. Спочиває в ечерах, тріщинах скель, дуплах дерев, листі й навіть штучних спорудах, таких як будівлі. Зазвичай народжує двічі на рік. Вагітні були виявлені в лютому і липні. Тривалість життя в дикій природі становить близько 9 років.